# 28 Comae Berenices
28 Comae Berenices är en vit stjärna i huvudserien  i stjärnbilden Berenikes hår. Stjärnan är av visuell magnitud +6,56 och inte synlig för blotta ögat ens vid god seeing. Den befinner sig på ett avstånd av ungefär 410 ljusår.